# Яйцерізка

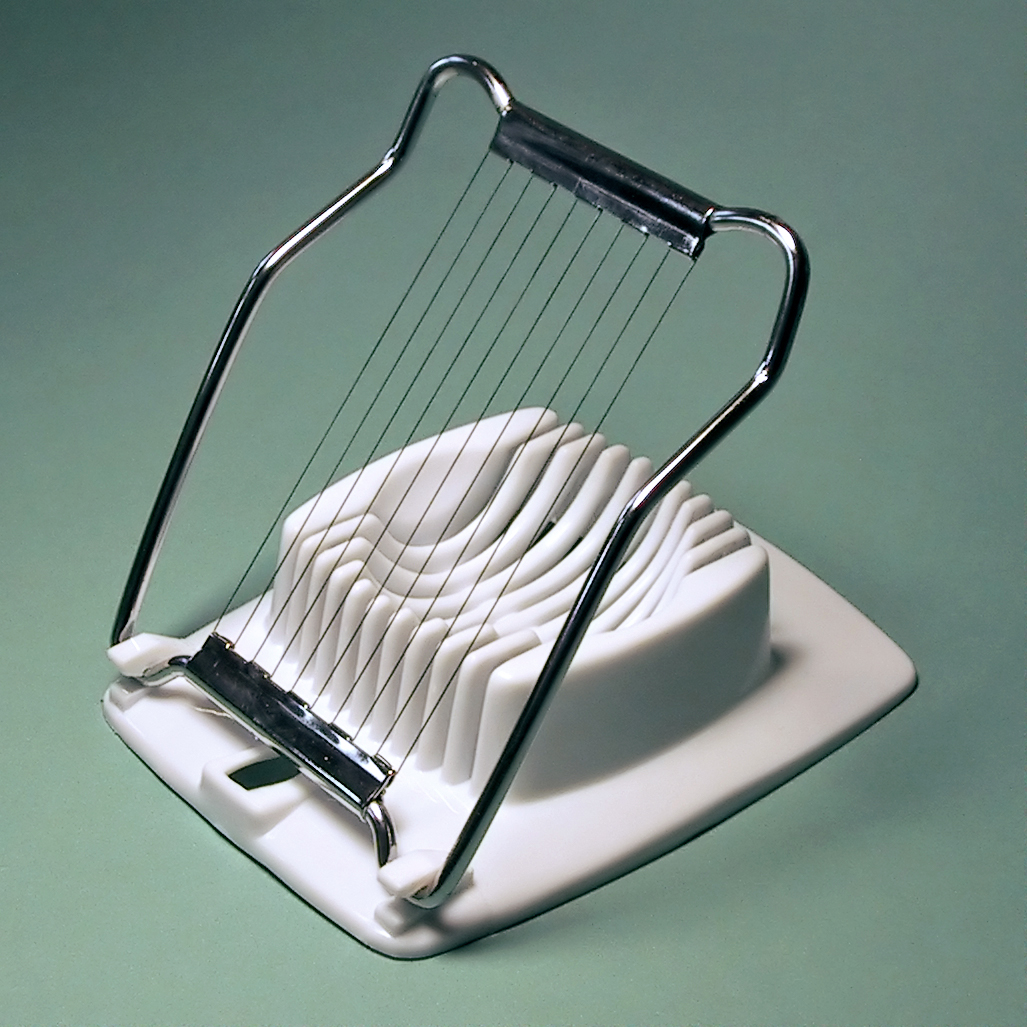
Яйцерізка

Яйцерізка в дії

Яйцерізка — кухонне приладдя для швидкого та рівномірного нарізання очищених варених яєць для салатів, сендвічей, холодних страв. Складається з двох частин. Нижня частина з пластику або алюмінію, на яке кладеться яйце. Верхня частина — це кілька натягнутих паралельно проволок, що ріжуть яйце. Після притискання верхньої частини, яйце розрізається на тоненькі скибочки, якщо яйце повернути потім знову один чи два рази на 90° та знову розрізати, то вийдуть смужки чи кубики.

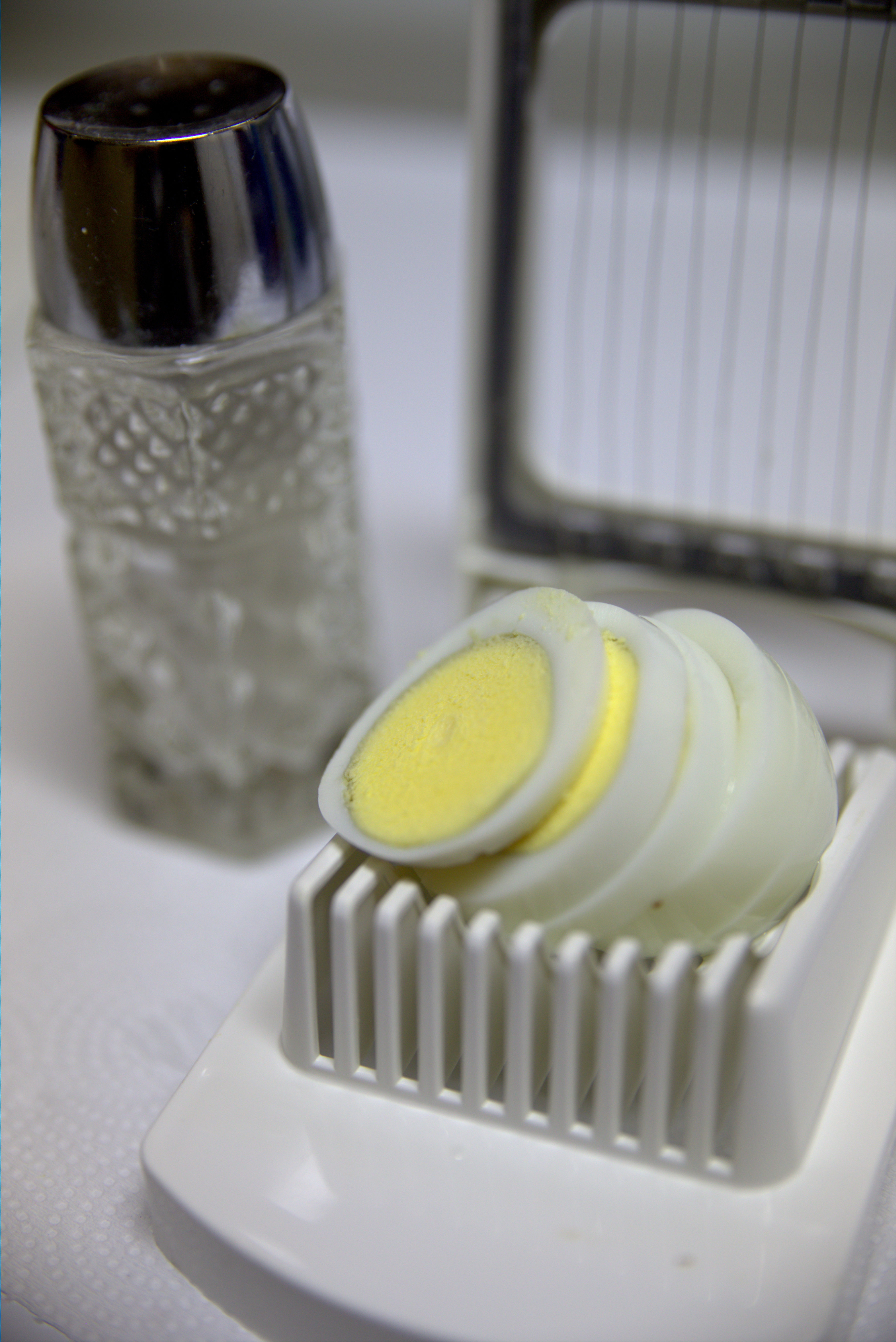
Нарізане яйце

Яйцерізку винайшов на початку XX століття німець Віллі Абель (1875–1951), який також винайшов хліборізку. Перші яйцерізки були виготовлені в Берліні-Ліхтенберзі.